# Larisa Iordache
Larisa Iordache (nom complet: Larisa Andreea Iordache /la'risa and'reja jor'dake/) (19 de juny de 1996 -) és una gimnasta artística romanesa que forma part de l'equip nacional romanès.
Doble campió i medallista de plata del Campionat Europeu de Gimnàstica de 2012. Medallista olímpica de bronze en Londres 2012.
A Romania la criden la nova Nadia Comăneci.

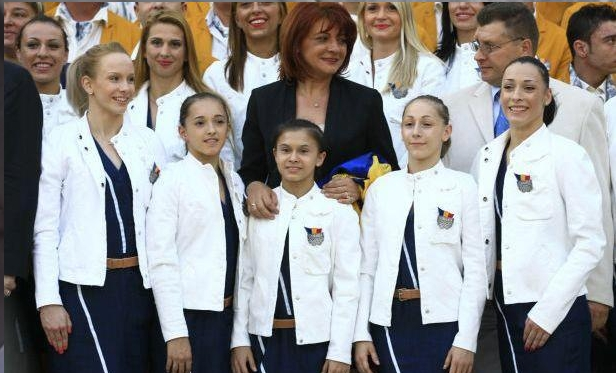
Larisa Iordake amb l'equip olímpic de Romania, 2012

Poc abans dels Jocs Olímpics de Londres 2012 Larisa Iordache va desenvolupar una fasciïtis plantar en la cama esquerra. Més precisament, la cama li dolia i abans, el dolor va persistir malgrat tractament i a Londres Larisa va ser sotmesa a una ressonància magnètica que va revelar la fascitis plantar. Això va reduir les possibilitats d'èxit de l'equip romanès que al maig havia guanyat el Campionat d'Europa. També no estava clar si en la final d'equips Larisa podria actuar en totes les 4 modalitats per qualificar per l'all-around individual.

## Jocs Olímpics de Londres 2012
Durant els Jocs Olímpics Iordache es va classificar en la final de l'all-around individual en novena posició amb 57.800 punts, amb una puntuació de 15.100 en salt, 14.100 en barres asimètriques, 14.800 en la barra d'equilibri i 13.800 en sòl. La seva companya Diana Bulimar es va classificar en la barra d'equilibris amb 14.866 punts, però va decidir cedir el seu lloc a Iordache perquè tenia més possibilitats de guanyar una medalla, amb el que la va classificar a la barra d'equilibris.
En les finals Larisa va quedar en novena posició en l'all-around individual amb 57.965 punts, amb una puntuació de 14.933 en salt, 14.233 en barres asimètriques, 14.966 en barra d'equilibris i 13.833 en sòl i en la final de barra d'equilibris va quedar en sisena posició amb 14.200 punts després d'una caiguda de la barra.